# 富昌 (選區)
富昌（英語：Fu Cheong，代號：F09）是香港深水埗區議會下轄的選區，2003年設立，最後一任區議員為長沙灣西社區陣線成員黃傑朗。

## 範圍及名稱
選區位於西九龍填海區，包括富昌邨及榮昌邨，與其相連的選區有麗閣、南昌西、碧匯及幸福。由於設立時只有富昌邨，故以此為名，基於區內沒有合適場地，投票站設於一街（東京街）之隔的英華書院。

## 沿革
本區由西九龍填海區發展而成，原屬麗閣選區，富昌邨於2000年入伙，2002年選舉管理委員會劃出本選區以反映人口增加。
2003年區議會選舉，選區人口估算約17,306人，其中有5,055位選民。剛於2003年7月麗閣補選勝出的民協區議員黎慧蘭與民主建港聯盟盧永康和民主黨鄧徐中爭奪此新議席，最終黎慧蘭以1,775票擊敗兩名不足六百票的對手。
2007年區議會選舉，當時估算約17,399人，其中有7,015位選民，黎慧蘭今次與隱形建制派佘繼泉爭奪，由於七一效應減退，投票人數下跌，最終黎慧蘭以1,955票比1,649票擊敗對手。
2011年區議會選舉，估算人口約16,655人，其中有8,767位選民，民協黎慧蘭繼續參選，與代表人民力量的葉智德及代表富昌邨居民協會參選的西九新動力成員梁文廣爭奪議席，最終梁文廣在三人混戰中以過半得票勝出。而梁文廣於2012年受梁美芬青睞加入其2012年香港立法會選舉九龍西名單，協助吸納選票，其後梁文廣亦跟隨梁美芬加入香港經濟民生聯盟。
2015年區議會選舉，榮昌邨入伙後帶動人口上升，估算約20,270人，其中有10,747位選民，民協改由李炯參選，挑戰經民聯、西九新動力成員梁文廣，由於榮昌邨涉及公屋鉛水事件，李被指可藉此提升得票，最終梁文廣藉建制派慼同鄉會、公屋聯會的社區網絡以大量資源聯繫選民，得到過半票數勝出。除此之外，李炯家訪拉票時受襲，是當年選舉暴力事件的例子。而梁美芬在2016年立法會選舉將梁文廣列為第二候選人，可見其的重要程度。
2019年區議會選舉，由於南昌站上蓋屋苑匯璽入伙，預期人口超出上限，選舉管理委員會決定新增碧匯選區，將原屬本區的匯璽劃入碧匯選區。上屆參選的李炯轉戰麗閣選區，而泛民主派傳統政黨未有派人，只有黃傑朗組織長沙灣西社區陣線首次參選，結果雙方得票上升，梁文廣雖取得4,097票，但以184票差距落敗，連任失敗。2021年7月8日，因應政府計劃追討協助民主派初選區議員的酬金津貼傳聞所帶動的區議員辭職潮中，黃傑朗宣佈辭去區議員職務。

## 歷屆議員
| 屆別                 | 議員   | 政治聯繫 | 政治聯繫               |
| -------------------- | ------ | -------- | ---------------------- |
| 2004年－2007年       | 黎慧蘭 |          | 民協                   |
| 2008年－2011年       | 黎慧蘭 |          | 民協                   |
| 2012年－2015年       | 梁文廣 |          | 西 西九新動力 · 經民聯 |
| 2016年－2019年       | 梁文廣 |          | 西 西九新動力 · 經民聯 |
| 2020年－2021年7月8日 | 黃傑朗 |          | 長西社陣               |
| 2021年7月9日－2023年 | 懸空   | 懸空     | 懸空                   |

## 歷屆選舉結果
| 政党   | 政党                 | 候选人    | 票数  | %     | ±      |
| ------ | -------------------- | --------- | ----- | ----- | ------ |
|        | 經民聯/西 西九新動力 | ①. 梁文廣 | 4,097 | 48.90 | ▼9.36  |
|        | 長西社陣             | ②. 黃傑朗 | 4,281 | 51.10 | 不適用 |
| 多数票 | 多数票               | 多数票    | 184   | 2.2   | ▼14.32 |

| 政党   | 政党               | 候选人    | 票数  | %     | ±     |
| ------ | ------------------ | --------- | ----- | ----- | ----- |
|        | 民協               | ①. 李炯   | 2,130 | 41.74 | ▼0.84 |
|        | 西九新動力/ 經民聯 | ②. 梁文廣 | 2,973 | 58.26 | ▲5.36 |
| 多数票 | 多数票             | 多数票    | 843   | 16.52 | ▲6.20 |

| 政党   | 政党       | 候选人 | 票数  | %     | ±      |
| ------ | ---------- | ------ | ----- | ----- | ------ |
|        | 民協       | 黎慧蘭 | 1,799 | 42.58 | ▼11.67 |
|        | 人民力量   | 葉智德 | 191   | 4.52  | 不適用 |
|        | 西九新動力 | 梁文廣 | 2,235 | 52.90 | 不適用 |
| 多数票 | 多数票     | 多数票 | 436   | 10.32 | ▲1.83  |

| 政党   | 政党   | 候选人    | 票数  | %     | ±      |
| ------ | ------ | --------- | ----- | ----- | ------ |
|        | 無黨派 | ①. 佘繼泉 | 1,649 | 45.75 | 不適用 |
|        | 民協   | ②. 黎慧蘭 | 1,955 | 54.25 | 不適用 |
| 多数票 | 多数票 | 多数票    | 306   | 8.49  | -34.36 |

| 政党   | 政党   | 候选人    | 票数  | %     | ±      |
| ------ | ------ | --------- | ----- | ----- | ------ |
|        | 民建聯 | ①. 盧永康 | 548   | 19.45 | 不適用 |
|        | 民主黨 | ②. 鄧徐中 | 514   | 18.25 | 不適用 |
|        | 民協   | ③. 黎慧蘭 | 1,775 | 63.01 | 不適用 |
| 多数票 | 多数票 | 多数票    | 1,207 | 42.85 | 新選區 |

## 資料來源
1. ↑   (PDF).   [2019-12-08]. （原始内容存档 (PDF)于2021-01-05）.
2. ↑   (PDF).   [2019-12-08]. （原始内容 (PDF)存档于2020-08-20）.
3. ↑  .   [2019-12-08]. （原始内容存档于2021-01-08）.
4. ↑  . 明報. 2015-11-14  [2019-12-08]. （原始内容存档于2019-12-14）.
5. ↑  2018年兩次九龍西立法會補選，本區皆為建制派十大得票選區之一，而梁文廣亦於第二次補選競選期前曾傳為建制派潛在參選人
6. ↑  . www.elections.gov.hk.   [2020-02-29]. （原始内容存档于2019-12-24）.
7. ↑  .   [2021-08-25]. （原始内容存档于2021-08-13）.